# Барикадна вулиця (Київ)
Барика́дна ву́лиця — вулиця в Голосіївському районі міста Києва, місцевість Пирогів. Пролягає від вулиці Пирогівський шлях до кінця забудови.

## Історія
Вулиця виникла у 1-й половині XX століття, ймовірно, мала назву Ковтуні́вщина[джерело?] (таку ж назву має куток села Пирогів, яким проходить вулиця). Сучасну назву отримала у 1957 році.